# Бернхард фон Петау-Фридау
Бернхард фон Петау-Фридау (на немски: Bernhard von Pettau Herr von Friedau; * 1370; † 1420) е австрийски благородник от род Петау в Долна Щирия, господар на Фридау (Ормож в Словения) и Вурмберг в Щирия.

## Живот
Той е син на Хартнид/Хартолд V фон Петау-Фридау († 1385), маршал на Щирия, и съпругата му Вилбург фон Раубенщайн († сл. 1387/ок. 1404). Внук е на Хердеген I фон Петау († ок. 1343/1352/1353), наследствен маршал на Щирия, и Клара фон Горица.
Бернхард строи между 1390 и 1410 г. църквата Мария Нойщифт в Петауберг/Птужска Гора. Той умира през 1420 г.
Фамилията Петау умира по мъжка линия със смъртта на син му Фридрих X през 1438 г. Собственостите отиват чрез сестрите Анна и Агнес на фамилиите Шаунберг и Щубенберг.

## Фамилия
Бернхард фон Петау-Фридау-Вурмберг се жени сл. 1399 г. за Вилибирг фон Майдбург/Магдебург, дъщеря на бургграф Бурхард XII фон Майдбург/Магдебург († 1388) и графиня Юта фон Анхалт-Цербст († 1381). Те имат децата:
- Фридрих X фон Петтау († 6 януари 1438), маршал на Щирия и 1432 г. губернатор, женен I. януари 1428 г. за Каталин Франгепан, II. за Беатрикс фон Хелфенщай; бездетен
- Агнес фон Петтау († 1451), омъжена I. ок. 1422 г. за граф Йохан Майнхард VII фон Гьорц и Кирхберг, пфалцграф в Каринтия (* 1378/1380; † 22 май 1430), II. 1432 г. за Леутхолд фон Щубенберг-Вурмберг († 1468 или 1469)
- Анна фон Петау, наследничка на Фридау, Анкерщайн и Розег († 29 март 1465, погребана във францисканския манастир Пупинг), омъжена 1413/1416 г. за граф Йохан I фон Шаунберг († 16 ноември 1453)
- Магдалена фон Петау, омъжена пр. 20 януари 1430 г за Йохан III фон Абенсберг, фогт на Рор († 1474)